# Cheomdan-dong
Cheomdan-dong (koreanska: 첨단동) är en stadsdel i stadsdistriktet Gwangsan-gu i staden Gwangju i den sydvästra delen av Sydkorea,  260 km söder om huvudstaden Seoul.

## Indelning
Administrativt är Cheomdan-dong indelat i:
| Namn    | Namn                | Yta km² | Invånare 31 dec 2020 |
| ------- | ------------------- | ------- | -------------------- |
| 첨단1동 | Cheomdan 1(il)-dong | 2,22    | 27 728               |
| 첨단2동 | Cheomdan 2(i)-dong  | 3,45    | 44 613               |